# تشيستر بي. جوردن
تشيستر بي. جوردن (بالإنجليزية: Chester B. Jordan)‏ هو ناشر ومحامي وسياسي أمريكي، ولد في 15 أكتوبر 1839 في الولايات المتحدة، وتوفي بنفس المكان في 24 أغسطس 1914. حزبياً، نشط في الحزب الجمهوري. انتخب حاكم نيو هامبشاير ‏ وانتخب عضو مجلس ولاية نيوهامبشير.